# Thibaut Tshienda-Baloji
Thibaut Tshienda-Baloji (14 september 2004) is een Belgisch basketballer.

## Carrière
Tshienda-Baloji speelde in de jeugd van Bavi Vilvoorde waar hij naar de eerste ploeg doorgroeide. In het seizoen 2022/23 speelde hij ook op dubbele licentie bij Brussels Basketball waar hij zijn debuut maakte in de BNXT League net zoals ploeggenoot Seppe Vangindertael. In het seizoen 2023/24 speelde hij bij BC Oostende voor zowel de eerste als tweede ploeg. In de zomer van 2024 maakte hij de overstap naar Okapi Aalst en BBC Falco Gent waar hij op dubbele licentie speelde.

## Erelijst
- Belgisch landskampioen: 2024
- BNXT League-kampioen: 2024